# Козегловы
Козегловы (пол. Koziegłowy (województwo śląskie))  —  город  в Польше, входит в Силезское воеводство,  Мышкувский повят.  Занимает площадь 26,72 км². Население — 2493 человека (на 2004 год).

## История

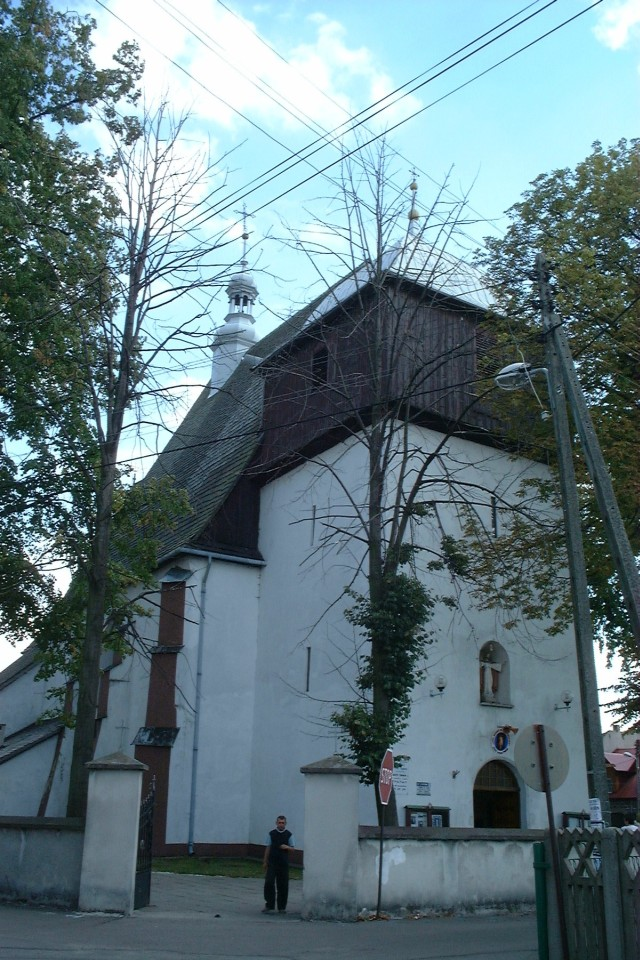
Костёл